# IC 5284
IC 5284 је спирална галаксија у сазвјежђу Пегаз која се налази на листи објеката дубоког неба у Индекс каталогу.
Деклинација објекта је + 19° 7' 17" а ректасцензија 23h 6m 46,3s. Привидна величина (магнитуда) објекта IC 5284 износи 14,0 а фотографска магнитуда 14,9. IC 5284 је још познат и под ознакама UGC 12364, MCG 3-58-34, CGCG 453-70, KUG 2304+188, PGC 70492.